# Attacobius kitae
Attacobius kitae là một loài nhện trong họ Corinnidae.
Loài này thuộc chi Attacobius. Attacobius kitae được miêu tả năm 2005 bởi Bonaldo & Antonio D. Brescovit.